# Chapter One: The River's Edge
"Chapter One: The River's Edge" é o episódio piloto e primeiro episódio da primeira temporada da série de televisão americana Riverdale, baseada nos personagens de Archie Comics, girando em torno do personagem de Archie Andrews, interpretado por KJ Apa, e sua vida na pequena cidade de Riverdale enquanto explorava a escuridão escondida por trás de sua imagem aparentemente perfeita. O episódio foi escrito pelo criador da série e diretor criativo da Archie Comics, Roberto Aguirre-Sacasa, e foi dirigido por Lee Toland Krieger.
O piloto foi exibido pela primeira vez no painel da Warner Bros. Television na San Diego Comic-Con International em julho de 2016. Originalmente foi ao ar na The CW em 26 de janeiro de 2017 e, de acordo com a Nielsen Media Research, foi assistido por 1,38 milhões de telespectadores.

## Sinopse
Durante um verão agitado, que inclui a trágica morte de Jason Blossom no dia 4 de julho, Archie Andrews descobre sua paixão pela música. Ele logo começa seu segundo ano e tem medo de decepcionar seu pai, que quer que ele assuma o negócio de construção da família depois da formatura. Expressa seu amor pela música para Betty Cooper, a doce garota da casa ao lado e melhor amiga de Archie, que está abrigando seu próprio segredo - seus sentimentos por Archie. Mas sua vida pessoal e social é fortemente controlada por sua mãe dominadora Alice, que continua chateada e desconfiada após o colapso mental e a internação de irmã mais velha de Betty, Polly, em uma casa em grupo, que Alice atribui ao relacionamento insalubre e muitas vezes tóxico de Polly com Jason.
Desejando encontrar uma maneira de perseguir suas paixões musicais, enquanto também joga para o time de futebol americano da escola e trabalha para seu pai, Archie tenta convencer a professora de música, a srta. Grundy, a montar um estúdio particular com ele; ela repetidamente insiste que não devem ficar sozinhos juntos, lembrando um caso que os dois tiveram durante o verão. Seu relacionamento é ainda mais complicado em relação às memórias do par de ouvir tiros no lago na manhã em que Jason morreu, mas incapaz de dizer às autoridades como revelaria seu caso ilegal.
Enquanto isso, Veronica Lodge, a bela filha do milionário Hiram Lodge, que está enfrentando acusações de apropriação indébita, chega à cidade instantaneamente capturando os sentimentos de Archie. Sua mãe, Hermione, que namorou Fred, o pai de Archie, em sua juventude, tenta se candidatar a um emprego com os negócios de Fred, a fim de ajudar a pagar as contas depois da prisão do marido, mas é gentilmente rejeitada. Apesar do fato de que um triângulo amoroso está se desenvolvendo, Betty e Veronica se tornam amigas, unidas quando Veronica se opõe à irmã gêmea de Jason, a arrogante Cheryl Blossom, que pode ou não estar escondendo um segredo sobre a morte de seu irmão.
Veronica, juntamente com o melhor amigo gay de Betty, Kevin Keller, acha que Archie tem sentimentos por Betty e persuade-a a convidar Archie para o baile da escola - mas as coisas dão errado quando Archie ainda conversa com a Sra. Grundy, deixa Betty sentindo-se envergonhada e rejeitada quando não responde às suas confissões de afeição. Sentindo a tensão, Cheryl garante que Archie, Betty e Veronica vão para sua festa depois, onde, após um jogo de sete minutos no céu, durante o qual Archie e Veronica sucumbem à sua atração física um pelo outro e se beijam, Betty deixa a casa chateada. Archie tenta se reconciliar com ela, mas seu relacionamento continua sem solução.
Mais tarde naquela noite, Kevin e Moose Mason tropeçam no corpo de Jason no lago, onde descobrem que, ao contrário das alegações anteriores de Cheryl, ele havia se afogado, ele foi baleado na cabeça, chocando os moradores de Riverdale. No fundo, o ex-melhor amigo de Archie, Jughead Jones, começa a escrever um livro recontando os acontecimentos do verão, incluindo o que aconteceu entre os dois amigos.

## Produção

### Escolha do elenco
Em 9 de fevereiro de 2016, Lili Reinhart e Cole Sprouse foram escaladas como Betty Cooper e Jughead Jones, respectivamente. Em 24 de fevereiro de 2016, KJ Apa foi escalado como Archie Andrews após uma busca mundial de quatro meses por talentos. Apa foi um dos últimos a fazer o teste e conseguiu o papel alguns dias depois. Ashleigh Murray foi escalada como Josie McCoy, a vocalista da popular banda Josie and the Pussycats. Luke Perry e Madelaine Petsch também foram escalados como Fred Andrews, pai de Archie e Cheryl Blossom, respectivamente. 2 dias depois, Camila Mendes foi escalada como Veronica Lodge.
Em março de 2016, Marisol Nichols e Mädchen Amick se juntaram ao elenco como Hermione Lodge e Alice Cooper, as mães de Veronica e Betty, respectivamente. Alguns dias depois, Ross Butler, Daniel Yang e Cody Kearsley foram escalados para os papéis de Reggie Mantle, Dilton Doiley e Moose Mason, respectivamente. O último ator a se juntar ao piloto foi Casey Cott como Kevin Keller, o primeiro personagem abertamente gay na história da Archie Comics.

### Filmagens
A produção do piloto ocorreu de 14 de março a 31 de março de 2016, com filmagens ocorrendo em Vancouver, British Columbia.

## Música
Em 3 de fevereiro de 2017, a WaterTower Music lançou uma seleção de músicas do episódio The River's Edge, realizado por membros do elenco. Toda música foi composta por Blake Neely.

## Recepção

### Ratings
Nos Estados Unidos, o episódio recebeu uma participação de 0,5%/2% entre os adultos com idades entre 18 e 49 anos, o que significa que foi visto por 0,5% de todos os lares e 2% de todos os que assistiam à televisão no momento da transmissão. Foi assistido por 1,38 milhões de telespectadores. Com Live+7 DVR visualização, o episódio foi assistido por 2,38 milhões de telespectadores e teve uma classificação geral de 0,9 no 18-49 demográfico.

### Resposta crítica
Joshua Yehl, da IGN, classificou o episódio em 8,5 de 10, afirmando: "Um piloto misterioso e bem executado faz com que Riverdale comece bem. Um mistério de assassinato inflama todo tipo de drama dentro de uma cidade pequena, transformando personagens cômicos coloridos de Archie em intrigantes pessoas com segredos sombrios. Visualmente, é um banquete temperamental e às vezes surreal para os olhos. O enredo descasca camadas dessa cidade velha e retorcida uma de cada vez, e embora possa parecer um pouco estranho ver essas liberdades sendo tomadas com personagens clássicos, tudo é feito com confiança e intenção. É como se os showmakers usassem um sorriso diabólico enquanto criavam este programa, sabendo que o público também estaria usando um no momento em que os créditos rolassem."
LaToya Ferguson do The A.V. Club deu ao episódio uma nota "B+" e escreveu: "Como um episódio piloto, "Chapter One: The River's Edge" faz o trabalho de fazer o público querer sentar e assistir esses personagens semanalmente. Ainda não se sabe se ele vai viver de acordo com suas muitas influências, mas certamente tem muito a seu favor desde o início."
Dando o episódio a 7.2 de 10, Kyle Fowle do Paste declarou: "Em essência, "Chapter One: The River's Edge" não parece exatamente uma representação adequada do que teremos de uma temporada completa de Riverdale, como os elementos processuais, como a revelação que Archie e Grundy ouviram um tiro na floresta na manhã seguinte ao seu encontro, mal se fazem conhecidos aqui. Dito isso, a estréia faz um ótimo trabalho criando um mundo que parece vivo e único. Do brilho de néon do restaurante, aos personagens descomunais mas diferenciados".